# Sentivano… uno strano, eccitante, pericoloso puzzo di dollari
Pour plus de détails, voir Fiche technique et Distribution.
Sentivano... uno strano, eccitante, pericoloso puzzo di dollari (littéralement, Ils sentaient une étrange, excitante et dangereuse puanteur de dollars) est un western spaghetti italien sorti en 1973, réalisé par Italo Alfaro.

## Synopsis
La chasseur de primes Bud Jenkins, surnommé Carità, est engagé par le gouvernement pour assurer le transfert d'un million de dollars pour la construction du chemin de fer. Cependant le banquier qui gouverne la ville de Gila City, Al Costello, a l'intention de se mettre cet argent dans la poche. Avec eux, un bandit, Bronco Kid, dont la tête est mise à prix à 5 000 $. Il se déguise en prêtre à la place du révérend Higginsweather et se réfugie dans l'église avec un perroquet nommé George Washington. L'arrivée de Maria, la soeur d'Al Costello, courtisée par tous, complique la donne.

## Fiche technique
- Titre italien : Sentivano... uno strano, eccitante, pericoloso puzzo di dollari
- Réalisation : Italo Alfaro
- Scénario : Piero Regnoli
- Genre : western spaghetti
- Musique : Bruno Zambrini, Gianni Meccia
- Production : Enzo Boetani, Giuseppe Collura pour Samy Cinematografica
- Photographie : Sandro Mancori
- Montage : Adriano Tagliavia
- Durée : 95 min
- Décors : Elio Micheli
- Costumes : Elio Micheli
- Maquillage : Maurizio Trani
- Pays de production :  Italie
- Langue originale : italien
- Année de sortie : 1973

## Distribution
- Robert Malcolm : Butch Jenkins, dit Carità
- Piero Vida : Bronco Kid
- Rosalba Neri : Maria Costello
- Luigi Montini : Al Costello
- Pietro Scheggi (sous le pseudo de Peter Landers) : révérend Higginsweather
- Salvatore Puntillo : Ramirez
- Dante Maggio : un vieillard au saloon
- Spartaco Conversi : colonel
- Gildo Di Marco : Wilson
- Fernando Cerulli : maire
- Renzo Peverello : un mexicain
- Amerigo Castrichella : premier cowboy
- Rocco Lerro : second cowboy
- Riccardo Petrazzi : premier bandit
- Claudio Ruffini : deuxième bandit
- Franco Ukmar : troisième bandit
- Pietro Torrisi : Lumberjack
- Jean Claude Jabès : Pablo

## Censure
En Italie, le film a obtenu le visa de censure n° 62 178 du 10 avril 1973 pour une longueur de film de 2 544 mètres et a été projeté pour la première fois le 4 mai 1973. Sur les affiches et les programmes du film, la lettre « S » dans les mots du titre « sentivano », « strano » et « pericoloso » sont remplacés par le symbole du dollar (« $ »).